# جيمي تومسون (لاعب كرة قدم مواليد 1943)
جيمي تومسون (بالإنجليزية: Jimmy Thompson)‏ هو لاعب كرة قدم بريطاني في مركز ظهير ‏، ولد في 7 يناير 1943 في Felling, Tyne and Wear ‏ في المملكة المتحدة، وتوفي في 28 أكتوبر 2020. لعب مع غريمسبي تاون وكامبريدج يونايتد.